# Jogos Paralímpicos de Verão de 1968
A terceira edição dos Jogos Paralímpicos de Verão aconteceram em 1968. O planejamento original era da realização do evento junto com os Jogos Olímpicos de Verão de 1968 na Cidade do México, mas em 1966, o governo mexicano desistiu da realização dos Jogos devido dificuldades financeiras. Numa medida para evitar o cancelamento dos jogos, o governo israelense apresentou Tel Aviv como sede alternativa. Estes foram os primeiros Jogos Paralímpicos a não serem realizados na mesma sede dos Jogos Olímpicos.

## Esportes
O "Lawn bowls" foi incluído no programa dos jogos. No basquetebol em cadeira de rodas, um torneio de equipes femininas foi também adicionado, além da corrida de 100 metros em cadeira de rodas para os homens no atletismo.
- Atletismo
- Basquetebol em cadeira de rodas
- Esgrima em cadeira de rodas
- Levantamento de Peso
- Lawn bowls
- Natação
- Sinuca Paralímpica
- Tênis de mesa
- Tiro com Arco
- Dados Paralímpicos

## Quadro de medalhas
| Ordem | País           | Medalha de ouro | Medalha de prata | Medalha de bronze |    |
| ----- | -------------- | --------------- | ---------------- | ----------------- | -- |
| 1     | Estados Unidos | 33              | 27               | 39                | 99 |
| 2     | Reino Unido    | 29              | 20               | 20                | 69 |
| 3     | Israel         | 18              | 21               | 23                | 62 |
| 4     | Austrália      | 15              | 16               | 7                 | 38 |
| 5     | França         | 13              | 10               | 9                 | 32 |
| 6     | Alemanha       | 12              | 11               | 11                | 35 |
| 7     | Itália         | 12              | 10               | 17                | 39 |
| 8     | Países Baixos  | 12              | 4                | 4                 | 20 |
| 9     | Argentina      | 10              | 10               | 10                | 30 |
| 10    | África do Sul  | 9               | 10               | 7                 | 26 |
| 11    | Rodésia        | 6               | 7                | 7                 | 20 |
| 12    | Canadá         | 6               | 6                | 7                 | 19 |
| 13    | Noruega        | 5               | 3                | 1                 | 9  |
| 14    | Jamaica        | 3               | 1                | 1                 | 5  |
| 15    | Áustria        | 2               | 7                | 11                | 19 |
| 16    | Japão          | 2               | 2                | 8                 | 12 |
| 17    | Suécia         | 1               | 6                | 4                 | 11 |
| 18    | Nova Zelândia  | 1               | 2                | 1                 | 4  |
| 19    | Irlanda        | 0               | 4                | 5                 | 9  |
| 20    | Bélgica        | 0               | 3                | 3                 | 6  |
| 21    | Espanha        | 0               | 3                | 1                 | 4  |
| 22    | Suíça          | 0               | 2                | 6                 | 8  |

## Delegações participantes
Vinte e oito delegações participaram nos Paralímpicos de Tel Aviv.

| - ARG Argentina - AUS Austrália - AUT Áustria - BEL Bélgica - CAN Canadá - DEN Dinamarca - ETH Etiópia - FIN Finlândia - FRA França - GBR Grã-Bretanha | - IND Índia - IRL Irlanda - ISR Israel - ITA Itália - JAM Jamaica - JPN Japão - MLT Malta - NED Países Baixos - NZL Nova Zelândia | - NOR Noruega - RHO Rodésia - RSA África do Sul - KOR Coreia do Sul - ESP Espanha - SWE Suécia - SUI Suíça - USA Estados Unidos - FRG Alemanha Ocidental |